# Fort Louis (fortaleza)
El Fort Louis es una fortaleza militar construido en el siglo XVIII por Francia en las alturas de Marigot para defender la isla de San Martín de los ataques de ingleses y de bucaneros.
En 1765 el caballero Descoudrelles, organizó la defensa de la pequeña ciudad de Marigot mediante la instalación de tres baterías de artillería en tres lugares clave. Una batería de cañones en el acantilado de la punta Bluff, otra en morne Rond y el tercero en morne de Marigot.
En 1789, fue bajo el liderazgo del caballero de Durat, Gobernador de San Martín y San Bartolomé, fue construido Fort Louis. El edificio fue estabñecido para defender los almacenes del puerto de Marigot, donde se guardaban los productos cosechados por los locales (café, sal, ron, azúcar de caña).
Durante el siglo XIX el fuerte fue restaurado, pero a veces fue atacado por los ingreses de la isla de Anguila para saquear sus almacenes.
En 1993, se llevó a cabo la restauración gracias a una asociación local en estrecha colaboración con las unidades adaptadas de servicio militar (AMS) de Guadalupe.